# Christie Hefner
Christie Ann Hefner (Wilmette, Illinois; 8 de noviembre de 1952) es una empresaria estadounidense, exdirectora ejecutiva y presidenta del consejo de administración de Playboy Enterprises, la compañía creada por su padre, Hugh Hefner. 
Cedió su puesto en Playboy el 30 de enero de 2009. A menudo ha trabajado con la organización política progresiva Center for American Progress. Su sitio la describe como «habiendo estado involucrada por mucho tiempo en la elección de candidatos progresistas, fomentando a las mujeres, asuntos con la Primera Enmienda a la Constitución de los Estados Unidos, y fomentando el tratamiento para gente con Sida.» Es presidenta del Consejo de Administración de Hatch Beauty, miembro del consejo y consejera estratégica de Luminary Digital Media y miembro del consejo asesor editorial mundial de Reuters.

## Primeros años
Hefner nació en Wilmette, Illinois. Es hija de Mildred (Williams) y de Hugh Hefner. Sus padres se separaron cuando ella tenía 5 años. Cuando su madre se volvió a casar, se mudó a Wilmette, Illinois. Allí se graduó en el New Trier High School. Asistió al National Music Camp en Interlochen durante los veranos de 1964 a 1969.
Se graduó summa cum laude en la Universidad Brandeis con un grado en Inglés y Literatura Estadounidense en 1974. Fue elegida miembro de la hermandad Phi Beta Kappa en su primer año.

## Carrera
Después de la universidad, comenzó a trabajar en Playboy. Después de cuatro años, fue ascendida a vicepresidenta.
En 1982, se convirtió en presidenta de Playboy Enterprises y fue presidenta del consejo de administración y CEO en 1988. La compañía adquirió negocios orientados a los adultos tales como Spice Netowrk y ClubJenna.
En 2008, emitió un memo a sus empleados sobre sus esfuerzos por coordinar las operaciones de la compañía, incluyendo la eliminación de su división de DVD y despidiéndose del personal.
El 8 de diciembre de 2008, anunció sus planes para descender de su puesto de CEO de Playboy a partir del 31 de enero de 2009. La Señora Hefner dijo que la elección de Barack Obama como el siguiente Presidente de los Estados Unidos le había inspirado para realizar más trabajos caritativos, y que la decisión de ceder su puesto era personal. "Tal y como este país esta aceptando el cambio en la forma de nuevo liderazgo, yo he decidido que ahora es el momento de hacer cambios en mi vida también", dijo ella.
En mayo de 2011, fue nombrada presidenta ejecutiva de Canyon Ranch Enterprises, una compañía resort que opera seis destinos de spas de primera y una página web que provee consejo sobre salud y bienestar.

## Filantropía
Hefner creó el Hugh M. Hefner First Amendment Award en honor de su padre, y ha ayudado a recaudar 30 millones de dólares para construir el CORE Center en Chicago, la primera instalación para pacientes externos en el Medio Oeste de los Estados Unidos para gente con Sida.

## Vida personal
Se casó con el antiguo senador de Illinois William A. Marovitz, un agente inmobiliario y abogado, en 1995 y vive en Chicago. No tuvieron hijos. Marovitz fue demandado por la U.S. Securities and Exchange Commission, en 2012, por un supuesto uso de Información privilegiada para intercambios ilegales en las acciones de Playboy. Se llegó a una avenencia por $168.352. La pareja se separó en noviembre de 2011 y se divorciaron en 2013.